# Mark McDonald

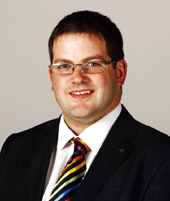
Mark McDonald

Mark McDonald (* 7. Juni 1980 in Inverurie) ist ein schottischer Politiker und Mitglied der Scottish National Party (SNP).

## Leben
McDonald besuchte die Dyce Academy in Dyce, einem Vorort von Aberdeen, und studierte dann Politik an der Universität Dundee. Er schloss als Bachelor ab und wechselte dann an die Universität Aberdeen. McDonald ist verheiratet, Vater zweier Kinder und lebt mit seiner Familie in Dyce.

## Politischer Werdegang
Innerhalb der Partei war McDonald zunächst als Assistent für verschiedene Abgeordnete, Richard Lochhead, Maureen Watt sowie Nigel Don, tätig. 2007 wurde er dann für den Bezirk Dyce/Bucksburn/Danestone in den Stadtrat von Aberdeen gewählt. 2011 trat er erstmals bei der Wahl zum schottischen Parlament an. Hierbei bewarb sich McDonald nicht um das Direktmandat eines einzelnen Wahlkreises, sondern war auf dem vierten Rang der Regionalwahlliste der SNP für die Wahlregion North East Scotland gesetzt. Infolge des Wahlergebnisses konnte die SNP einen Listenkandidaten entsenden. Da die auf den vorderen drei Positionen gelisteten Kandidaten allesamt Direktmandate errangen, erhielt McDonald das Mandat für North East Scotland und zog erstmals in das Schottische Parlament ein. Dass McDonald ein Mandat erringen konnte, war so überraschend, dass er am Wahlabend in Alltagskleidung auf der Bühne zur Präsentation erscheinen musste. Mit dem Ableben von Brian Adam am 25. April 2013 wurden in dessen Wahlkreis Aberdeen Donside Nachwahlen erforderlich. Zu diesen trat McDonald als Kandidat der SNP an. Trotz massiver Stimmverluste errang er das Mandat des Wahlkreises und sitzt seitdem als dessen Vertreter im schottischen Parlament. Sein Parteikollege Christian Allard rutschte als Nächstplatzierter auf der Regionalwahlliste nach.
Ab Mai 2016 war McDonald unter der Regierung Sturgeon dem Bildungsminister zugeordneter Staatssekretär für Kinderbetreuung und Jugend. Am 4. November 2017 trat er von diesem Amt zurück, nachdem er in Verdacht geraten war, sexuelle Belästigungen begangen zu haben. Nach eigener Aussage habe er sein Verhalten lustig gemeint, gleichzeitig entschuldigte er sich dafür. Anfang 2018 trat McDonald aus der SNP aus, behielt aber sein Mandat als unabhängiger Abgeordneter bei. Im März 2020 kündigte er an, bei der nächsten Parlamentswahl auf eine erneute Kandidatur verzichten zu wollen.